# Alchemilla buseriana
Alchemilla buseriana é uma espécie de rosácea do gênero Alchemilla, pertencente à família Rosaceae.